# Município de Noble (condado de Noble, Ohio)
O município de Noble (em inglês: Noble Township) é um município localizado no condado de Noble no estado estadounidense de Ohio. No ano de 2010 tinha uma população de 2.118 habitantes e uma densidade populacional de 27 pessoas por km².

## Geografia
O município de Noble encontra-se localizado nas coordenadas 39° 47′ 47″ N, 81° 33′ 26″ O. Segundo o Departamento do Censo dos Estados Unidos, o município tem uma superfície total de 78.46 km², da qual 77,24 km² correspondem a terra firme e (1,55 %) 1,22 km² é água.

## Demografia
Segundo o censo de 2010, tinha 2.118 habitantes residindo no município de Noble. A densidade populacional era de 27 hab./km². Dos 2.118 habitantes, o município de Noble estava composto pelo 98,3 % brancos, o 0,24 % eram afroamericanos, o 0,61 % eram amerindios, o 0,14 % eram de outras raças e o 0,71 % eram de uma mistura de raças. Do total da população o 0,19 % eram hispanos ou latinos de qualquer raça.